# M'mah Soumah
M'mah Soumah (10 de mayo de 1985) es una deportista guineana que compitió en judo. Ganó una medalla de bronce en el Campeonato Africano de Judo de 2004 en la categoría de –52 kg.

## Palmarés internacional
| Campeonato Africano | Campeonato Africano | Campeonato Africano | Campeonato Africano |
| Año                 | Lugar               | Medalla             | Categoría           |
| ------------------- | ------------------- | ------------------- | ------------------- |
| 2004                | Túnez (Túnez)       | Medalla de bronce   | –52 kg              |